# Sant Joan
Sant Joan település Spanyolországban, a Baleár-szigeteken. Sant Joan Sineu, Petra, Vilafranca de Bonany, Porreres, Montuïri és Lloret de Vistalegre községekkel határos. Lakosainak száma 2228 fő (2024).

## Története
A korábban Sant Joan de Sineu néven ismert Sant Joan települést 1300-ban alapították. Petra, Villafranca de Bonany, Porreres, Montuïri, Lloret de Vistalegre és Sineu településekkel határos.

## Népesség
A település népessége az elmúlt években az alábbi módon változott:
| Lakosok száma | 1691 | 1821 | 1853 | 1962 | 1985 | 2030 | 2042 | 2108 | 2185 | 2228 |
|               | 2001 | 2004 | 2006 | 2009 | 2011 | 2014 | 2016 | 2019 | 2021 | 2024 |